# Ратуша (Эльберфельд)
Ратуша в Эльберфельде (нем. Elberfelder Rathaus) — здание городского управления в районе Эльберфельд немецкого города Вупперталь (федеральная земля Северный Рейн — Вестфалия).

## История
До 1 августа 1929 года, когда Эльберфельд был включен в состав города Вупперталя в качестве района, это был крупный город на востоке Рейнско-Рурского региона. В 1842 году в Эльберфельде было открыто старое здание ратуши, построенное по проекту архитектора Йохана Петера Кремера. Новая ратуша была торжественно открыта 24 октября 1900 года лично императором Вильгельмом II и его супругой. В тот же день были открыты Вуппертальская подвесная дорога и Зал славы в Бармене. После открытия новой ратуши в старой разместили коллекцию произведений искусства, а позже в ней открылся музей Фон дер Хейдта, в котором выставлена работы художников XIX-XX веков, и, в частности, Пабло Пикассо.

 После того как в 1929 году путём слияния городов Бармен, Эльберфельд, Ронсдорф, Кроненберг, Вохвинкель, Лангерфельд и Бейенбург был образован город Вупперталь, в качестве главного здания городского управления была выбрана ратуша Бармена, а в ратуше Эльберфельда были оставлены лишь несколько административных отделов. Сегодня в здании ратуши Эльберфельда размещен отдел социального управления муниципалитета.

## Архитектура
Здание ратуши четырёхэтажное с мансардой выходит южным фасадом на площадь Новый Рынок. С северной стороны пристроена часть в виде перекошенной буквы «U» с закрытым внутренним двором. Главный конструктивный элемент здания — это 79-метровая башня в южном фасаде, которую венчает медная островерхая крыша покрытая патиной. В башне оборудованы часы с колокольным боем, циферблаты есть на всех четырёх сторонах башни.